# Muzaiko
Muzaiko est une webradio internationale en espéranto, émettant 24h/24 sur Internet. Elle est organisée de manière bénévole par un groupe international et informel de jeunes espérantistes collaborant sur Internet.

## Histoire
Muzaiko a été créée durant le congrès britannique d’espéranto en avril 2011, par un groupe de personnes souhaitant créer une radio permanente en espéranto, dont Veronika Poór (eo), qui est devenue en janvier 2016 vice-directrice générale de l’association mondiale d'espéranto. La liste de diffusion du projet a crû rapidement, et l’équipe a ensuite choisi le nom de la radio : Muzaiko.
La radio émet à partir du 1er juillet 2011 par le biais des services de Radionomy, site soutenant des radios sur internet en échange de publicité. Elle est ensuite diffusée via le site www.radio.de.

## Programme
La radio diffuse des chansons en espéranto, des nouvelles du monde, des discussions thématiques et des annonces concernant le monde de l’espéranto. On peut également entendre des extraits d'autres programmes radios espérantophones. Des intervenants extérieurs proposent des interviews, notamment Aleks Kadar (eo), alors président de l’association Espéranto-France, ou Mireille Grosjean, présidente de la Ligue internationale des enseignants d'espéranto.